# Monontos sauteri
Monontos sauteri là một loài tò vò trong họ Ichneumonidae.